# Montague (Texas)
Montague es un lugar designado por el censo ubicado en el condado de Montague en el estado estadounidense de Texas. En el Censo de 2010 tenía una población de 304 habitantes y una densidad poblacional de 91,99 personas por km².

## Geografía
Montague se encuentra ubicado en las coordenadas 33°39′55″N 97°43′15″O / 33.66528, -97.72083. Según la Oficina del Censo de los Estados Unidos, Montague tiene una superficie total de 3.3 km², de la cual 3.3 km² corresponden a tierra firme y (0%) 0 km² es agua.

## Demografía
Según el censo de 2010, había 304 personas residiendo en Montague. La densidad de población era de 91,99 hab./km². De los 304 habitantes, Montague estaba compuesto por el 95.07% blancos, el 1.32% eran afroamericanos, el 0.66% eran amerindios, el 0% eran asiáticos, el 0% eran isleños del Pacífico, el 2.96% eran de otras razas y el 0% pertenecían a dos o más razas. Del total de la población el 8.22% eran hispanos o latinos de cualquier raza.